# El romance de medianoche en hagwon
El romance de medianoche en hagwon (en hangul, 졸업; en hanja, 卒業; McCune-Reischauer, Jol'eob; literalmente, «graduación») es una serie de televisión surcoreana escrita por Park Kyung-hwa, dirigida por Ahn Pan-seok y protagonizada por Jung Ryeo-won y Wi Ha-joon. Se emitió por el canal tvN desde el 11 de mayo hasta el 9 de junio de 2024, en horario de sábados y domingos a las 21:20 (hora local coreana).

## Sinopsis
La serie es la historia de un romance secreto y dulce en la vida real entre Seo Hye-jin, una veterana profesora de hagwon y Lee Joon-ho, un estudiante peculiar que regresa después de una década para conmover su corazón. En la escuela secundaria, a Joon-ho lo llamaban nerd porque se mantenía alejado de sus estudios, pero después del arduo trabajo de Hye-jin fue admitido en una prestigiosa universidad y se unió a una gran empresa, poniendo su vida patas arriba. Sin embargo, él decide repentinamente renunciar a su vida de éxito garantizado para volver al hagwon. El romance secreto comienza cuando se apagan las luces en la academia Daechi-dong, y se describen en detalle las coloridas historias de sus instructores.

## Reparto

### Principal
- Jung Ryeo-won como Seo Hye-jin, una instructora estrella con catorce años de experiencia. Es una competidora tranquila, con un sólido juego interior que nunca se rinde.[6][7][8]
- Wi Ha-joon como Lee Joon-ho, que fue estudiante en Daechi Chase y regresa allí diez años después como nuevo profesor, y agita la vida y el corazón de Hye-jin.[5][6][9]

### Secundario

#### Gente de la academia Daechi Chase
- So Joo-yeon como Nam Chung-mi, una nueva profesora en el departamento de lengua coreana de la academia Daechi Chase adonde entra junto a Joon-ho; es una persona con una personalidad audaz, que ha construido paso a paso su carrera como instructora para compensar sus calificaciones y el hecho de haberse graduado en una universidad poco prestigiosa, lo que se considera una debilidad en el mundo académico.[10][11]
- Kim Jong-tae como Kim Hyun-tak, director de la academia, que debe casi todo su éxito a la labor de Seo Hye-jin.[12]
- Kim Jung-young como Woo Seung-hee, subdirectora de la academia. Antes dirigía su propia academia, pero tras una crisis acabó englobada en la que era su rival, Daechi Chase.[13]
- Gil Hae-yeon como Kim Hyo-im, gerente de la consejería de la academia.[14]
- Jang In-seop como Yoon Ji-seok, jefe del equipo 1 del departamento de inglés de la academia, que es bastante popular y tiene un amor no correspondido por Hye-jin.[15]
- Lee Si-hoon como Lee Myung-joon, jefe del equipo 2 del departamento de coreano de la academia. Era el de mayor rango en coreano hasta que llegó Hye-jin.
- Yang Jo-ah como Min Hee-joo, jefe del equipo de estudios sociales de la academia.[16]
- Ahn Hyun-ho como Kim Chae-yoon, profesora de coreano de la academia y miembro del equipo de Hye-jin durante tres años. Se graduó en el Departamento de Educación en idioma coreano de una universidad femenina de primer nivel.
- Yook Hyun-seok como Jang Il-do, jefe del equipo 2 del departamento de inglés de la academia.
- Im Jin-hyo como Shin Dae-baek, el nuevo profesor del departamento de inglés de la academia, una persona que se lleva bien con la gente.
- Jang So-yeon como Choi Ji-eun, la jefa del departamento administrativo y de apoyo de la academia, donde rige el principio «si Choi Ji-eun lo sabe, el mundo entero lo sabrá».[17]
- Han Nu-ri como Min-ji, asistente de Hye-jin.

#### Docentes de lengua coreana en Choiseon
- Seo Jung-yeon como Choi Hyung-sun, directora e instructora de lengua coreana en el Instituto Choiseon, conocida como la «bruja de pelo blanco». Tiene el mayor número de estudiantes en la escuela secundaria Heewon en Daechi-dong desde hace veinte años, pero quiere más y entra en competición con la academia Daechi Chase.[1]
- Lee Kyu-sung como Park Ki-sung, el asistente de Hyung-sun, que está envuelto en un misterio.[18][19]

#### Entorno de Joon-ho
- Shin Joo-hyup como Choi Seung-kyoo, hijo de la gerente de consejería Kim Hyo-im y el mejor amigo de Joon-ho; es un estudiante de posgrado cínico y mundano. Dejó de buscar trabajo y fue a la escuela de posgrado. Allí continúa una relación especial con Nam Chung-mi después de un encuentro inesperado.[10][20]
- Yoon Bok-in como Oh Jung-hwa, la madre de Joon-ho, que antiguamente fue conocida como la «mamá cerda».
- Oh Man-seok como Lee Taek-yeol, el padre de Joon-ho, exejecutivo de una gran empresa de valores pero ahora ejecutivo de una empresa pequeña.[21][22]

#### Entorno de Hye-jin
- Hwang Eun-hoo como Cha So-young, una abogada y la mejor amiga de Hye-jin.
- Jeon Seok-chan como Geum Choon-il, que fracasó estrepitosamente cuando quiso ser abogado; es el marido de So-young y propietario del bar Night Flight.

#### Gente de la escuela secundaria Chanyoung en Daechi-dong
- Kim Song-il como Pyo Sang-seop, profesor de coreano en la escuela secundaria Chanyoung, con veinte años de experiencia.[1]
- Kim Na-yeon como Sung Ha-yool, una estudiante de la escuela Chanyoung, una chica tímida e inteligente.
- Jin Ga-eun como Lee Ye-eun, una estudiante de la escuela Chanyoung, una chica alegre y sencilla.
- Park Min-soo como Lee Jung-soo, un estudiante de la escuela Chanyoung, que es el presidente de la clase.
- Kim Hak-sun como un profesor de la escuela.

#### Gente de la escuela secundaria Heewon en Daechi-dong
- Cha Kang-yoon como Lee Si-woo, un estudiante de la escuela secundaria Heewon, que ocupa el primer lugar en toda la escuela.

## Producción
El romance de medianoche en hagwon es una coproducción de Studio Dragon y JS Pictures. Está escrita por Park Kyung-hwa; el director de la serie es Ahn Pan-seok, quien también dirigió producciones de gran éxito como Secret Affair (2014), Something in the Rain (2018), One Spring Night (2019). En la segunda de ellas coincidieron el director y Wi Ha-joon.
El 19 de octubre tvN anunció que se habían concluido las audiciones y que el reparto estaba completo, así como que era inminente el comienzo del rodaje. La protagonista Jung Ryeo-won, que considera que este es el papel más importante de su vida, decidió unirse al reparto sin siquiera haber leído el guion, y solo por saber que el director sería Ahn Pan-seok.
Para la promoción de la serie se publicaron algunos fotogramas y avances. El 2 de abril se difundió un primer cartel con los dos protagonistas, y diez días después un cartel de personajes, de nuevo con los mismos personajes. El 18 del mismo mes les siguieron otros dos carteles más que reflejan dos momentos de la trama.
El episodio 4 muestra a Seo Hye-jin bebiendo con un compañero profesor, seguido de una escena en la que Seo Hye-jin regresa a la academia y prepara una conferencia con Lee Jun-ho, y luego ella misma conduce un coche. Hubo espectadores que señalaron que estaba conduciendo en estado de ebriedad. CJ ENM anunció el 21 de mayo que había retirado la escena en la que estaba bebiendo alcohol del servicio VOD tras la controversia originada por su emisión en el canal terrestre.

## Banda sonora original
| Parte | Fecha de publicación | Título                  | Letra                                                  | Música                                                 | Artista          | Dur. | Ref.   |
| ----- | -------------------- | ----------------------- | ------------------------------------------------------ | ------------------------------------------------------ | ---------------- | ---- | ------ |
| 1     | 12 de mayo de 2024   | «Don't Forget About Me» | Will Bryant, Lee Falco, Brandon Morrison, Lee Nam-yeon | Will Bryant, Lee Falco, Brandon Morrison, Lee Nam-yeon | The Restless Age | 3:54 | [ 32 ] |
| 1     | 12 de mayo de 2024   | «Catch Me»              | Will Bryant, Lee Falco, Brandon Morrison, Lee Nam-yeon | Will Bryant, Lee Falco, Brandon Morrison, Lee Nam-yeon | The Restless Age | 3:45 | [ 32 ] |
| 2     | 19 de mayo de 2024   | «Now and Then»          | Will Bryant, Lee Falco, Brandon Morrison, Lee Nam-yeon | Will Bryant, Lee Falco, Brandon Morrison, Lee Nam-yeon | The Restless Age | 4:44 | [ 33 ] |
| 3     | 2 de junio de 2024   | «Together With You»     | Will Bryant, Lee Falco, Brandon Morrison, Lee Nam-yeon | Will Bryant, Lee Falco, Brandon Morrison, Lee Nam-yeon | The Restless Age | 3:53 | [ 34 ] |
| 4     | 9 de junio de 2024   | «Simple Melody»         | Will Bryant, Lee Falco, Brandon Morrison, Lee Nam-yeon | Will Bryant, Lee Falco, Brandon Morrison, Lee Nam-yeon | The Restless Age | 4:21 | [ 35 ] |

## Audiencia
| Temporada | Temporada | Episodio número | Episodio número | Episodio número | Episodio número | Episodio número | Episodio número | Episodio número | Episodio número | Episodio número | Episodio número | Episodio número | Episodio número | Episodio número | Episodio número | Episodio número | Episodio número | Promedio |
| Temporada | Temporada | 1               | 2               | 3               | 4               | 5               | 6               | 7               | 8               | 9               | 10              | 11              | 12              | 13              | 14              | 15              | 16              | Promedio |
| --------- | --------- | --------------- | --------------- | --------------- | --------------- | --------------- | --------------- | --------------- | --------------- | --------------- | --------------- | --------------- | --------------- | --------------- | --------------- | --------------- | --------------- | -------- |
|           | 1         | 1183            | 1269            | 675             | 1061            | 946             | 1278            | 930             | 1011            | 741             | 996             | 854             | 1054            | 802             | 1198            | 871             | 1456            | 1020     |

| Episodio | Fecha de emisión    | Índices de audiencia (Nielsen Korea) | Índices de audiencia (Nielsen Korea) |
| Episodio | Fecha de emisión    | Nacional                             | Seúl                                 |
| --- | ------------------- | ------------------------------------ | ------------------------------------ |
| 1 | 11 de mayo de 2024  | 5,169 % (1.ª)                        | 6,329 % (1.ª)                        |
| 2 | 12 de mayo de 2024  | 5,150 % (1.ª)                        | 5,492 % (1.ª)                        |
| 3 | 18 de mayo de 2024  | 3,010 % (1.ª)                        | 4,005 % (1.ª)                        |
| 4 | 19 de mayo de 2024  | 4,805 % (1.ª)                        | 6,052 % (1.ª)                        |
| 5 | 25 de mayo de 2024  | 4,231 % (1.ª)                        | 5,262 % (1.ª)                        |
| 6 | 26 de mayo de 2024  | 4,897 % (1.ª)                        | 5,749 % (1.ª)                        |
| 7 | 1 de junio de 2024  | 4,117 % (1.ª)                        | 5,248 % (1.ª)                        |
| 8 | 2 de junio de 2024  | 4,322 % (2.ª)                        | 5,434 % (1.ª)                        |
| 9 | 8 de junio de 2024  | 3,175 % (1.ª)                        | 3,676 % (1.ª)                        |
| 10 | 9 de junio de 2024  | 4,173 % (2.ª)                        | 4,957 % (2.ª)                        |
| 11 | 15 de junio de 2024 | 3,369 % (1.ª)                        | 4,309 % (1.ª)                        |
| 12 | 16 de junio de 2024 | 4,790 % (1.ª)                        | 5,950 % (1.ª)                        |
| 13 | 22 de junio de 2024 | 3,614 % (1.ª)                        | 4,553 % (1.ª)                        |
| 14 | 23 de junio de 2024 | 5,192 % (1.ª)                        | 6,306 % (1.ª)                        |
| 15 | 29 de junio de 2024 | 3,940 % (1.ª)                        | 4,476 % (1.ª)                        |
| 16 | 30 de junio de 2024 | 6,596 % (1.ª)                        | 7,442 % (1.ª)                        |
| Promedio | Promedio            | 4,409 %                              | 5,328 %                              |
| - En la tabla superior, los números azules representan las calificaciones más bajas y los números rojos representan las más altas. - Esta serie se transmite en un canal de cable/televisión de pago, que normalmente tiene una audiencia menor respecto a las emisoras de televisión públicas/gratuitas (KBS, SBS, MBC y EBS). |                     |                                      |                                      |